# Tiền chiến

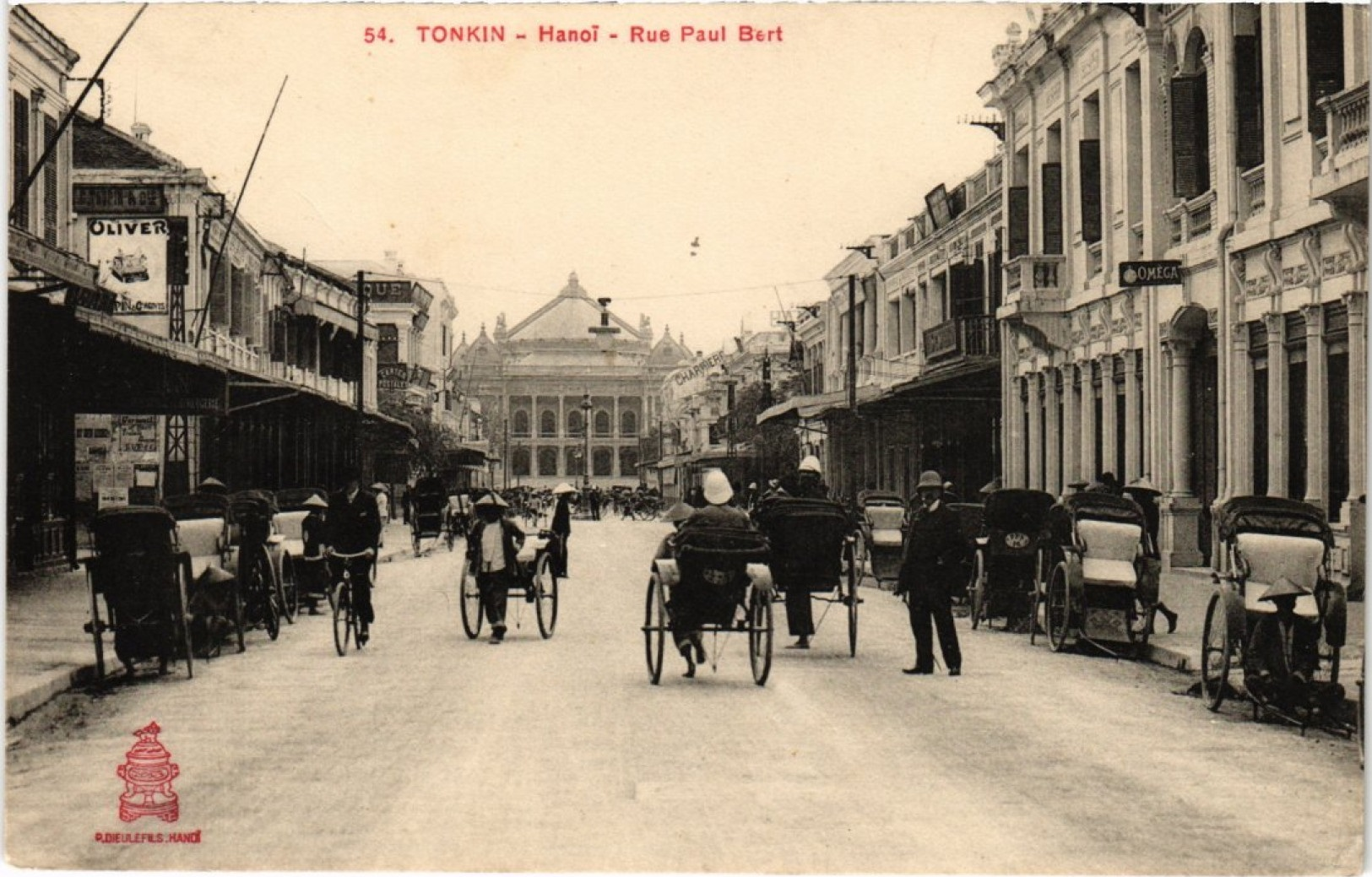
Phố Tràng Tiền, Hà Nội đầu thế kỷ 20

Tiền chiến (trước thời kỳ chiến tranh) là một giai đoạn trong lịch sử Việt Nam từ những năm đầu thế kỷ 20 đến cuộc chiến Việt-Pháp năm 1946. Trong giai đoạn này, xã hội Việt Nam có nhiều thay đổi. Và sau đó, cuộc chiến tranh Việt-Pháp là bước ngoặt tiếp theo gây nên một thay đổi lớn với lịch sử Việt Nam và do đó, cuộc sống người dân và văn học nghệ thuật đều bị ảnh hưởng. Nó trở thành một điểm mốc rõ rệt để phân chia khi nhìn lại lịch sử thi ca, văn học, âm nhạc... của Việt Nam trong thế kỷ 20.
Về mặt chiết tự, tiền có nghĩa là trước, chiến ở đây chỉ cuộc chiến tranh Việt–Pháp từ năm 1945 đến năm 1954. Khái niệm tiền chiến thường được dùng nhiều nhất khi nói về âm nhạc: nhạc tiền chiến. Tiền chiến cũng được dùng để nói như thi nhân tiền chiến, văn học tiền chiến.

## Xã hội
Đầu thế kỷ 20, sự có mặt của người Pháp ở Việt Nam cùng với chủ nghĩa tư bản và văn hóa phương Tây đã gây ra những xáo trộn lớn trong xã hội. Đặc biệt sau Chiến tranh thế giới thứ nhất, nước Pháp đẩy mạnh việc khai thác thuộc địa. Việt Nam hình thành một giai cấp mới, giai cấp tư sản. Tầng lớp trên của xã hội này có lối sinh hoạt thành thị mới theo văn minh phương Tây với những phương tiện sinh hoạt mới và hiện đại: Họ đi ô tô, ở nhà lầu, dùng quạt điện, mặc áo vét đi giày bít, đi nghe hòa nhạc và xem phim... Thời trang cũng được thay đổi theo từng năm. Cũng với những thay đổi sinh hoạt là các thay đổi về ý nghĩ và cảm xúc.
Văn hóa phương Tây với điện ảnh, các ca khúc Pháp, Mỹ, văn học lãng mạn Pháp đã ảnh hưởng sâu sắc tới giới trí thức trẻ Việt Nam. Được học ở các trường Pháp như Quốc học Huế, Trường Bưởi, Petrus Ký rồi Cao đẳng Mỹ thuật Đông Dương... các thanh niên này nói được tiếng Pháp, yêu thích văn hóa Pháp. Họ nghe nhạc phương Tây, không thích đàn tranh, đàn bầu, đàn nhị mà tập chơi mandoline, ghi-ta và hơn nữa là violon, piano.
Nhiều giá trị bền vững của Nho học bị giới trẻ coi thường, thậm chí còn mang ra chỉ trích.

## Nghệ thuật

### Văn học
Tiền chiến là thời kỳ đánh dấu bằng những sự thay đổi lớn trong văn học Việt Nam. Những cuốn tiểu thuyết đầu tiên được hình thành và nhanh chóng được yêu thích. Ở miền Nam cuối thế kỷ 19 đã có Truyện thầy Lazaro Phiền của Nguyễn Trọng Quản, tiếp đó đầu thế kỷ 20 xuất hiện Hoàng Tố Oanh hàm oan (1910) của Trần Chánh Chiếu, Ai làm được (1922) của Hồ Biểu Chánh... Ở miền Bắc, năm 1925 Hoàng Ngọc Phách với tiểu thuyết Tố Tâm kể về mối tình Đạm Thủy, Tố Tâm đã gây sóng gió trong giới học sinh, sinh viên thành thị.
Đầu thập niên 1930, Tự Lực văn đoàn được Nhất Linh cùng Khái Hưng, Hoàng Đạo, Thạch Lam, Tú Mỡ, Thế Lữ, Xuân Diệu, Trần Tiêu thành lập và trở thành đại diện tiêu biểu cho văn học lãng mạn Việt Nam với các tiểu thuyết Hồn bướm mơ tiên, Đời mưa gió, Nửa chừng xuân, Đoạn tuyệt, Bướm trắng... Đây cũng là thời kỳ phát triển mạnh mẽ của văn học hiện thực phê phán với Số đỏ, Giông tố của Vũ Trọng Phụng; Chí Phèo, Sống mòn, Lão Hạc của Nam Cao, Tắt đèn của Ngô Tất Tố...
Ở lĩnh vực thi ca, các nhà thơ trẻ nhận ra vần luật, niêm luật của Nho gia đã quá gò bó trong việc thể hiện cảm xúc, tình cảm của mình. Thơ mới xuất hiện chấp dứt sự thống lĩnh của thơ Đường. Ảnh hưởng bởi những Rimbaud, Verlaine, Baudelaire, các nhà thơ Xuân Diệu, Huy Cận, Lưu Trọng Lư, Hàn Mặc Tử, Nguyễn Bính đã làm nên cuộc cách mạng trong thi ca Việt Nam.

### Âm nhạc
Cũng giống như Thơ mới, Tân nhạc với ảnh hưởng mạnh mẽ của âm nhạc châu Âu đã xuất hiện. Từ yêu thích các ca khúc nước ngoài, những thanh niên yêu nhạc tập chơi guitare, violon và cùng nhau bắt đầu sáng tác. Từ những bài ta theo điệu tây của các nghệ sĩ cải lương Tư Chơi, Bảy Nhiêu... các nhạc sĩ Lê Thương, Văn Chung, Dương Thiệu Tước, Lê Yên bắt đầu viết các ca khúc theo phong cách mới.
Những cuộc biểu diễn và thuyết trình của nhạc sĩ Nguyễn Văn Tuyên vào năm 1938 ở Hà Nội, Hải Phòng, Nam Định đã đánh dấu sư ra đời của Tân nhạc. các bài hát mới này nhanh chóng phổ biến và được giới trẻ ái mộ đón nhận. Những nhạc sĩ tài năng đã để lại dấu ấn của mình với các ca khúc như Trương Chi, Thiên Thai của Văn Cao; Con thuyền không bến, Giọt mưa thu của Đặng Thế Phong; Hòn vọng phu của Lê Thương. Dòng nhạc tiền chiến này còn tiếp tục sau 1945 và cả sau 1954 ở miền Nam.

### Điện ảnh
Theo chân những người Pháp, điện ảnh sớm du nhập vào Việt Nam ngay từ cuối thế kỷ 19. Từ đầu thế kỷ 20, nhiều rạp chiếu phim được xây dựng. Điện ảnh trở thành một món giải trí của người dân, nhưng chỉ tập trung chủ yếu ở thành thị và hầu hết là các bộ phim châu Âu. Năm 1923, xuất hiện bộ phim Việt Nam đầu tiên Kim Vân Kiều do người Pháp thực hiện với các diễn viên Việt Nam. Năm 1925, ông Nguyễn Lan Hương, chủ tiệm ảnh Hương Ký ở Hà Nội thực hiện những bộ phim đầu tiên.
Cuối năm 1937, An Nam Nghệ sĩ đoàn, một tập hợp các thanh niên yêu điện ảnh ở Hà Nội đã hợp tác với Hồng Kông thực hiện những bộ phim nói đầu tiên của Việt Nam là Cánh đồng ma và Trận phong ba. Ở Sài Gòn, Hãng phim châu Á cũng sản xuất Trọn với tình, hãng Việt Nam Phim có Một buổi chiều trên sông Cửu Long.
Với đặc thù riêng đòi hỏi tài chính, công nghệ và kỹ thuật, nền điện ảnh Việt Nam thời kỳ tiền chiến không giành được những thành công như Tân nhạc và Thơ mới. Khái niệm điện ảnh tiền chiến cũng không tồn tại.

## Khái niệm khác
Antebellum trong tiếng La Tinh cũng có nghĩa là trước chiến tranh. Trong lịch sử Hoa Kỳ, từ Antebellum thường được dùng để chỉ giai đoạn phân chia Nam-Bắc dẫn tới cuộc nội chiến ở nước này vào năm 1861. Từ này có thể được bắt đầu từ đạo luật Kansas-Nebraska năm 1854 dẫn tới việc hình thành hai tiểu bang Kansas và Nebraska trong lãnh thổ Hoa Kỳ khi đó. Cũng có thể nó xuất hiện sớm hơn vào năm 1812.